# Montorgiali
Montorgiali is een plaats (frazione) in de Italiaanse gemeente Scansano.